# Americká mužská basketbalová reprezentace
Americká mužská basketbalová reprezentace reprezentuje Spojené státy americké v mezinárodních soutěžích v basketbalu. Tým je nejúspěšnější ze všech mužských basketbalových reprezentací, kdy získal medaili na všech devatenácti olympiádách, kterých se zúčastnil. Celkem je držitelem šestnácti zlatých, jedné stříbrné a dvou bronzových olympijských medailí.

## O týmu

### Dream Team
Do roku 1989 bylo podmínkou, aby reprezentační týmy byly složené z amatérů (přesněji z hráčů nehrajících v NBA), v témže roce však FIBA povolila nominaci profesionálů. První tzv. Dream Team, tedy výběr nejlepších hráčů z NBA, vystoupil na Letních olympijských hrách v Barceloně pořádaných roku 1992. Tým byl složen z hvězd, jakými byli Charles Barkley, Larry Bird, Clyde Drexler, Patrick Ewing, Magic Johnson, Michael Jordan, Christian Laettner, Karl Malone, Chris Mullin, Scottie Pippen, David Robinson a John Stockton. Dream team s přehledem zvítězil ve všech šesti olympijských zápasech s nejhorším skóre 119:81. V žádném zápase nedali méně než 105 bodů. Tím opět pro USA získali zlatou medaili. Hráči Michael Jordan a Scottie Pippen byli prvními, kteří v jednom roce vyhráli NBA i zlatou olympijskou medaili.

### Dream Team II
Pro mistrovství světa pořádané roku 1994 v Torontu, Kanada byl sestaven nový profesionální reprezentační tým, který získal název Dream Team II. Tvořili ho převážně mladší hráči z NBA, kteří nebyli na předchozích olympijských hrách. I tak tým získal zlatou medaili. Soupisku tvořili Reginald Miller, Mark Price, Dan Majerle, Dominique Wilkins, Kevin Johnson, Shaquille O'Neal, Derrick Coleman, Alonzo Mourning, Joe Dumars, Larry Johnson, Shawn Kemp a Steve Smith.

### Dream Team III
Letní olympijské hry 1996 pořádané na domácí půdě ve městě Atlanta ve státě Georgie, přinesly upravený reprezentační tým složený z největších hvězd. I proto bylo použito názvu Dream Team III. Z původního Dream teamu pokračovalo pět hráčů Barkley, Malone, Pippen, Robinson a Stockton. Dále se přidali Anfernee Hardaway, Grant Hill, Reggie Miller, Hakeem Olajuwon, Shaquille O'Neal, Gary Payton a Mitch Richmond. Tým si pod vedením trenéra Lennyho Wilkinse opět bez prohry odvezl zlatou medaili.

### The Dirty Dozen
Mistrovství světa z roku 1998 bylo zasaženo částečnou výlukou v NBA. Nikdo z profesionálů se nemohl turnaje účastnit. Tým byl tedy složen z hráčů univerzitních týmů a druhé ligy zvané CBA. V podstatě neznámí reprezentanti přivezli domů solidní bronzovou medaili, a tím se postarali o senzaci. Tým získal přezdívku The Dirty Dozen, a to pro jejich neuvěřitelnou píli a snahu. Jediným hráčem z týmu, který se posléze uplatnil v NBA byl Brad Miller, ostatní hráči nalezli uplatnění v evropských ligách.

### LOH 2000 a FIBA Cup 2002
Reprezentační tým pro Letní olympijské hry 2000 v Sydney, Austrálie byl složen opět z hvězd NBA, včetně hráčů jako byli Shareef Abdur-Rahim, Vince Carter a Jason Kidd, z předchozích reprezentantů se vrátili Mourning, Smith a Payton. Tým měl za úkol dokázat světu, že Američané jsou stále nejlepšími basketbalisty, a to proto, že se téhož roku vedly debaty o nárůstu počtu zahraničních hráčů v NBA.
Překvapení nastalo již ve skupině, kde se tým v zápase s Litvou postaral o výhru s nejmenším rozdílem v historii Dream teamů, a to 85:76. Stejný šok byl semifinálový zápas proti stejnému soupeři, kdy tým USA vyhrál jen o dva body s konečným skóre 85:83, kdy navíc budoucí hvězda NBA Šarūnas Jasikevičius při závěrečném hvizdu minul tříbodový hod, kterým by byl tým USA poražen.
Vyrovnané utkání sehráli i ve finále proti výběru Francie, kdy zápas skončil 85:75. Dream team tak sice vyhrál zlatou medaili, ale začal ztrácet svou pověst o neporazitelnosti a výjimečnosti.
Mistrovství světa znamenalo podobné otřesení aury týmu, když skončil až na šestém místě. Výběr Jugoslávie (Srbska) byl prvním týmem, který v historii porazil tým USA složený z hráčů NBA.

### LOH 2004
Kvůli ztrátě pověsti, mnoho skvělých hráčů z NBA odmítlo účast v reprezentaci. Tým pro Letní olympijské hry 2004 pořádaných v Aténách, Řecko tak byl sestaven z mladších talentovaných hráčů NBA (a dnes hvězd), jakými byli Dwyane Wade, LeBron James nebo Carmelo Anthony. Pravými lídry týmu tak byli Allen Iverson a Tim Duncan. Trenérem byl Larry Brown.
Kvalifikací se tým prodřel se starostí. Špatný start byl potvrzen i v prvním olympijském zápase, kde podlehli týmu Portorika s rekordním rozdílem 73:92. Nakonec si tým odvezl bronzovou medaili, když v semifinále nestačil na výběr Argentiny. V zápase o třetí místo však dokázali porazit Litvu.

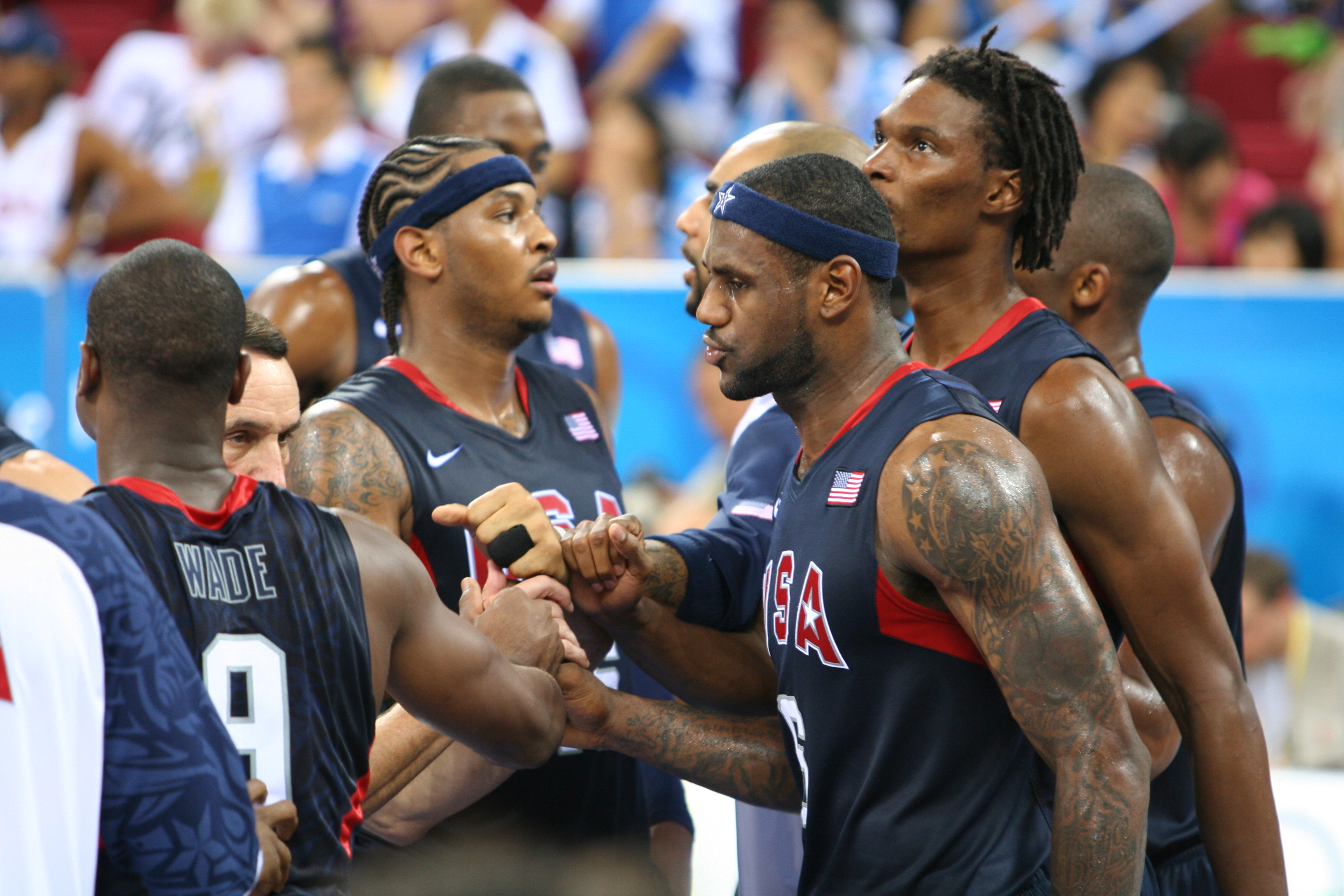
Olympijský tým USA 2008 - Wade, Anthony, James a Bosh

### The Redeem Team a The B Team
Pro letní olympijské hry 2008 bylo nutné vzkřísit starou slávu týmu USA. Koučem se stal univerzitní trenér Mike Krzyzewski. Jeho tým tvořili hráči jako LeBron James, Dwyane Wade, Carmelo Anthony, Jason Kidd, Kobe Bryant, Chris Bosh, Dwight Howard, Chris Paul a další. Tento výběr znovu dokázal bez jediného zaváhání získat zlatou olympijskou medaili. Po osmi letech tak znovu získali zlatou medaili na mezinárodním turnaji. Tým získal přezdívku The Redeem Team.
Mistrovství světa 2010 bylo opět svěřeno stejnému trenérovi. Ten si pro něj vybral tzv. B Team, tedy tým výborných hráčů NBA, kteří nebyli na olympiádě. Tým tvořili hráči jako Chauncey Billups, Kevin Durant, Andre Iguodala, Danny Granger, Lamar Odom nebo Tyson Chandler. Tým si s přehledem došel až pro zlatou medaili. Hráč Kevin Durant byl vyhlášen nejlepším hráčem turnaje. Lamar Odom se stal prvním, kdo ve stejném roce získal titul NBA i zlatou medaili mistrovství světa FIBA.

### LOH 2012
Pro letní olympijské hry 2012 v Londýně se vrátil trenér Krzyzewski. Do týmu se vrátili reprezentanti James, Paul, Tyson, Durant, Iguodala, Bryant, Anthony a další. Ve skupinovém zápasu porazili tým Nigérie se skóre 156:73, čím vytvořili nový olympijský rekord v počtu bodů v zápase. Bez porážky se dostali až do finále, kde ve vyrovnaném zápase porazili výběr ze Španělska 107:100, a tak pro USA získali již čtrnáctou zlatou olympijskou medaili.

### Mistrovství světa 2014
Na mistrovství světa roku 2014, pořádaném ve Španělsku tým USA turnaj s přehledem vyhrál, když neprohrál ani jeden zápas. USA se tím automaticky kvalifikovaly na Letní olympijské hry 2016. Trenérem byl opět Mike Krzyzewski. Tým byl stvořen z mladých hvězd NBA, s průměrným věkem 24 let to byl nejmladší průměr USA týmu od roku 1992. Sestavu tvořili: Stephen Curry, Klay Thompson, Derrick Rose, Kenneth Faried, Rudy Gay, DeMar DeRozan, Kyrie Irving, Mason Plumlee, DeMarcus Cousins, James Harden, Anthony Davis a Andre Drummond. Hráč Kyrie Irving byl vyhlášen nejužitečnějším hráčem turnaje (MVP). Nejvyšší výhru zaznamenaly USA hned v prvním zápase skupiny, kdy porazily tým Finska 114:55. Ve finálovém utkání se střetly s týmem Srbska, který porazily 129:92.

### LOH 2016
Na Letních olympijských hrách v Riu De Janeiru v roce 2016 se opět představil výběr hráčů pod vedením trenéra Mikea Krzyzewskiho, který americkou reprezentaci úspěšně vedl již od roku 2008. Americký výběr jako jediný tým turnaje prošel skupinami bez porážky. Ve čtvrtfinále porazili Argentinu 105:78, v semifinále Španělsko 82:76 a ve finále proti Srbsku si došli pro zlaté medaile se skóre 96:66. Kapitánem reprezentace byl Carmelo Anthony. Spolu s Kevinem Durantem byli jedinými hráči, kteří byli v reprezentaci také na LOH 2012. Durant byl také nejúspěšnějším střelcem týmu, když za 8 zápasů nastřílel 52 košů a 25 trojek.

### Mistrovství světa 2019
Na mistrovství světa roku 2019 v Číně se představil mladý tým hráčů NBA pod vedením nového trenéra Gregga Popoviche. Tým, v němž chyběly největší hvězdy své doby, byl vyřazen ve čtvrtfinále turnaje výběrem Francie (skóre 79:89). Jednalo se tak o jeden z nejhorších výsledků americké reprezentace od doby, kdy v ní hrají hráči z NBA. Prohraný zápas také ukončil sérii 58 výher v řadě (v mezinárodních zápasech FIBA a olympiád), kterou Američané zahájili v roce 2006. V následujících zápasech o 5. až 8. místo těsně prohráli se Srbskem 89:94 a poté vyhráli nad Polskem 87:74. Umístili se tím na 7. místě v celkovém pořadí, což byl pro reprezentaci USA nejhorší výsledek v historii mistrovství světa.

### LOH 2020
Na Letních olympijských hrách v Tokiu v roce 2020 si americký tým došel opět pro vítězství, čehož na olympijských hrách dosáhli už počtvrté v řadě. Olympijský tým vedli nejúspěšnější střelci Kevin Durant, Jayson Tatum a Devin Booker. Dalšími členy soupisky byli například Damian Lillard, JaVale McGee nebo Draymond Green. Ze skupiny tým postoupil z druhého místa po prohře s Francií (skóre 76:83). Nicméně nakonec celý turnaj vyhráli, když v odvetě během finále Francii porazili 87:82.

### Mistrovství světa 2023
Na mistrovství světa roku 2023, pořádané společně Filipínami, Japonskem a Indonésií, se výběr USA kvalifikoval z prvního místa, přičemž z šesti zápasů skupiny prohrál jen jediný. Trenérem byl zvolen Steve Kerr, trenér NBA týmu Golden State Warriors a pomocný reprezentační trenér z LOH 2020. Tým, jehož úkolem je vylepšit pověst USA na mistrovství světa, byl sestaven zejména z mladších hráčů. Význačným členem byl například oceněný v této době dvacetiletý nováček roku Paolo Banchero. Dalšími známějšími hráči byli Anthony Edwards a Tyrese Haliburton, kteří byli v minulé sezóně NBA vybrání do All-star týmů. Americký výběr prošel skupinou bez prohry, nicméně vypadl v semifinále v souboji s Německem (skóre 111:113). V boji o třetí místo následně nestačil na výběr Kanady, se kterou prohrál v prvním prodloužení (skóre 118:127). USA tím skončily na čtvrtém místě.

### LOH 2024
Po neúspěchu na mistrovství světa 2023 se trenér Steve Kerr vydal na misi přesvědčit zkušenější hráče, aby se zúčastnili olympijských her v Paříži. Jedním z cílů trenéra byl veterán Lebron James, který na předchozích dvou olympiádách chyběl, a také trojkař Stephen Curry, který na olympijských hrách nikdy nehrál. Vrátit se měli také Kevin Durant, Bam Adebayo, Jrue Holiday, Anthony Davis, Jayson Tatum, Anthony Edwards a Tyrese Haliburton. Tým byl médii přezdíván „The Avengers“ a jelikož v něm hrála řada veteránů, byl nejstarším americkým reprezentačním basketbalovým týmem historie s průměrným věkem 30 let a 9 měsíců. Ve skupině výběr USA čelil Srbsku, Jižnímu Súdánu a Portoriku, přičemž zvítězil ve všech zápasech. Ve čtvrtfinále porazili tým Brazílie 122:87. V bitvě o postup ze semifinále porazili Srbsko 95:91 poté, co obrátili sedmnáctibodovou ztrátu, přičemž Stephen Curry nastřílel 36 bodů. Ve finále se střetli s domácím týmem Francie, který porazili 98:87. Tým USA získal již pátou zlatou olympijskou medaili v řadě.

## Soupiska

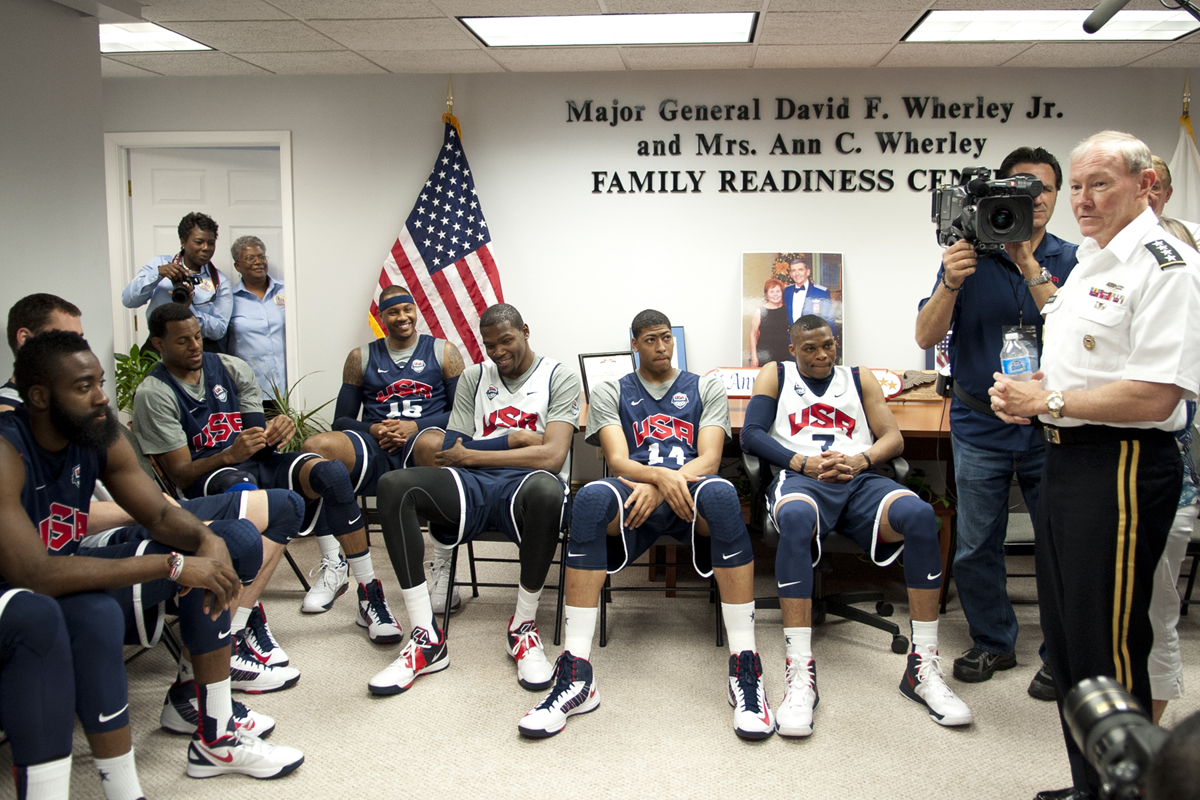
Olympijský tým USA 2012

## Trenéři

### Olympijští
- 1936 - Jimmy Needles
- 1948 - Omar Browning
- 1952 - Warren Womble
- 1956 - Nigel Gall
- 1960 - Pete Newell
- 1964-72 - Henry Iba
- 1976 - Dean Smith
- 1984 - Bob Knight
- 1988 - John Thompson
- 1992 - Chuck Daly
- 1996 - Lenny Wilkens
- 2000 - Rudy Tomjanovich
- 2004 - Larry Brown
- 2008-16 - Mike Krzyzewski
- 2020 - Gregg Popovich
- 2024 - Steve Kerr

## Mistrovství světa
| Rok/pořádající země                   | Účast                            |
| ------------------------------------- | -------------------------------- |
| MS 1950 Argentina                     | Stříbrná medaile                 |
| MS 1954 Brazílie                      | Zlatá medaile                    |
| MS 1959 Chile                         | Stříbrná medaile                 |
| MS 1963 Brazílie                      | 4. místo                         |
| MS 1967 Uruguay                       | 4. místo                         |
| MS 1970 Jugoslávie                    | 5. místo                         |
| MS 1974 Portoriko                     | Bronzová medaile                 |
| MS 1978 Filipíny                      | 5. místo                         |
| MS 1982 Kolumbie                      | Stříbrná medaile                 |
| MS 1986 Španělsko                     | Zlatá medaile                    |
| MS 1990 Argentina                     | Bronzová medaile                 |
| MS 1994 Kanada                        | Zlatá medaile                    |
| MS 1998 Řecko                         | Bronzová medaile                 |
| MS 2002 USA                           | 6. místo                         |
| MS 2006 Japonsko                      | Bronzová medaile                 |
| MS 2010 Turecko                       | Zlatá medaile                    |
| MS 2014 Španělsko                     | Zlatá medaile                    |
| MS 2019 Čína                          | 7. místo                         |
| MS 2023 Filipíny, Japonsko, Indonésie | 4. místo                         |
| Celkem                                | Účast – 18× · – 5× · – 3× · – 4× |

## Olympijské hry
| Rok/pořádající země | Účast                             |
| ------------------- | --------------------------------- |
| Berlín 1936         | Zlatá medaile                     |
| Londýn 1948         | Zlatá medaile                     |
| Helsinky 1952       | Zlatá medaile                     |
| Melbourne 1956      | Zlatá medaile                     |
| Řím 1960            | Zlatá medaile                     |
| Tokio 1964          | Zlatá medaile                     |
| Mexiko 1968         | Zlatá medaile                     |
| Mnichov 1972        | Stříbrná medaile                  |
| Montreal 1976       | Zlatá medaile                     |
| Moskva 1980         | Ne                                |
| Los Angeles 1984    | Zlatá medaile                     |
| Soul 1988           | Bronzová medaile                  |
| Barcelona 1992      | Zlatá medaile                     |
| Atlanta 1996        | Zlatá medaile                     |
| Sydney 2000         | Zlatá medaile                     |
| Atény 2004          | Bronzová medaile                  |
| Peking 2008         | Zlatá medaile                     |
| Londýn 2012         | Zlatá medaile                     |
| Rio de Janeiro 2016 | Zlatá medaile                     |
| Tokio 2020          | Zlatá medaile                     |
| Paříž 2024          | Zlatá medaile                     |
| Celkem              | Účast – 20× · – 17× · – 1× · – 2× |